# Deckelschildläuse

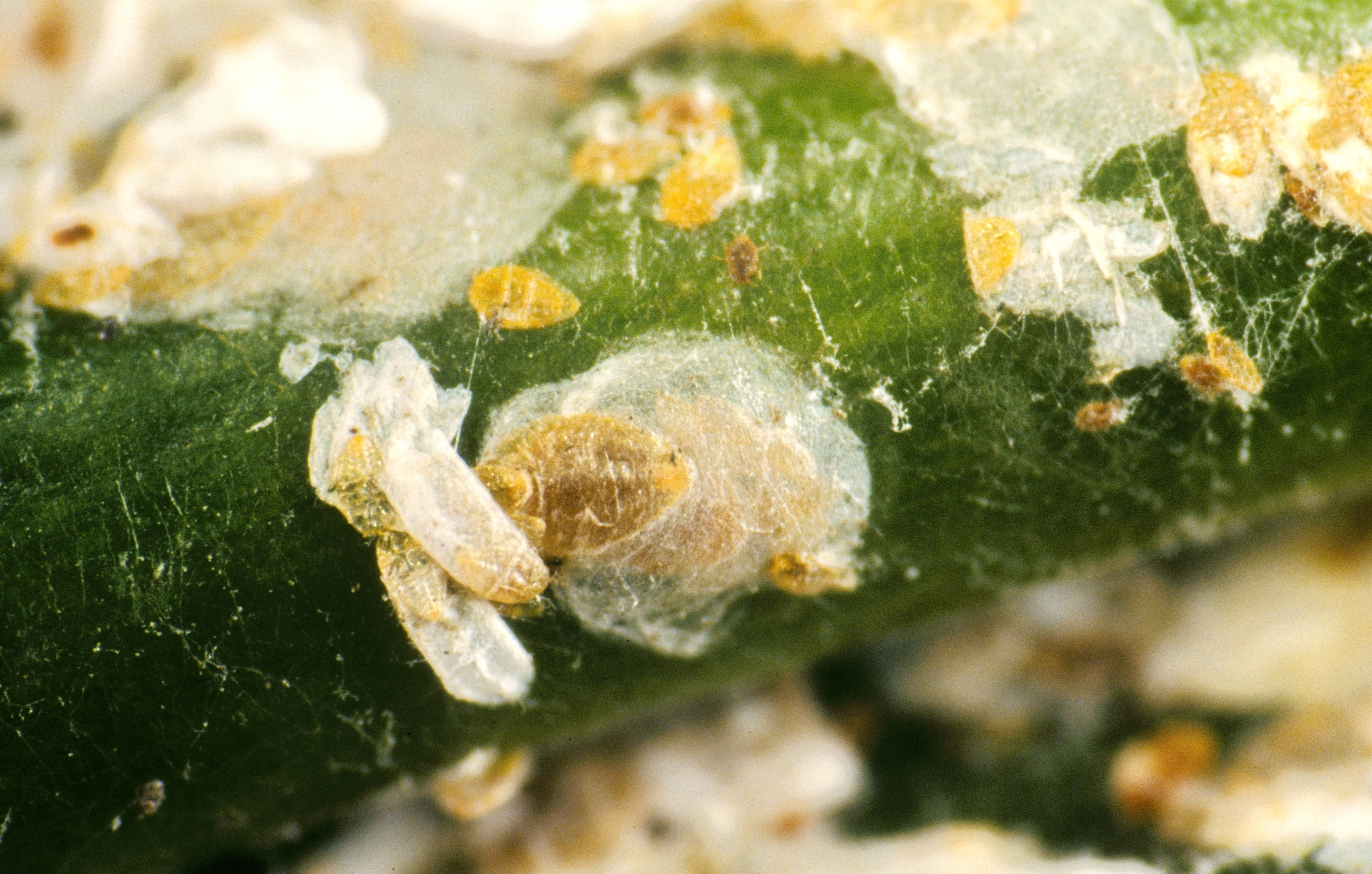
Imagines von Aulacaspis yasumatsui

Die Deckelschildläuse (Diaspididae) sind eine Familie der Schildläuse (Coccoidea). Sie sind mit weltweit über 2600 bekannten Arten die größte und auch am meisten spezialisierte Familie der Schildläuse. Viele von ihnen zählen zu wirtschaftlich bedeutenden Schädlingen. In Europa sind 213 Arten beheimatet.

## Merkmale
Wie bei vielen Pflanzenläusen herrscht auch bei den Deckelschildläusen zwischen den Männchen und Weibchen ein deutlicher Sexualdimorphismus. Männchen sind sehr klein und zierlich gebaut und besitzen meistens ein Paar Vorderflügel. Ihre Hinterflügel sind zu Halteren reduziert. Bei manchen Arten sind die Männchen flügellos oder haben sogar eine larvenähnliche Gestalt. Sie besitzen keine Mundwerkzeuge und ihre Genitalien sind außen angelegt und daher gut erkennbar. Sie sind sehr lang, damit sie bis zur Geschlechtsöffnung der Weibchen unter den Schild gelangen können. Die Fühler der Männchen sind gut ausgebildet, da die Weibchen Pheromone absondern, die die Männchen anlocken. Bis jetzt sind bei den Männchen die morphologischen Unterschiede der verschiedenen Arten nicht untersucht, sodass man auch die Bestimmung der Gattung anhand der Männchen nicht vornehmen kann.
Die Weibchen sind je nach Art in ihrem Erscheinungsbild sehr unterschiedlich. Ihre larvenähnliche Körperform variiert zwischen rund, über oval nach länglich, wobei die Tiere unterschiedlich stark abgeplattet sind. Die Körperlänge der ungeflügelten Weibchen misst meist zwischen 0,9 und 1,5 Millimetern. Die Segmentierung des Körpers ist unterschiedlich stark sichtbar, die letzten vier oder fünf der acht bis neun Hinterleibssegmente sind sklerotisiert und zum Pygidium verwachsen und auch der Kopf ist meist mit zwei oder drei Thoraxsegmenten verwachsen. Facettenaugen sind entweder sehr klein oder fehlen, ebenso wie die Beine. Auch die Fühler sind nur verkümmert ausgebildet. Der Schild der Deckelschildläuse bedeckt den Körper vollständig, er ist aber charakteristisch mit ihm nicht verbunden, sondern liegt nur wie eine Schale darüber. Der Schild wird durch Drüsenausscheidungen am Rücken, insbesondere am Pygidium gebildet. Die ausgeschiedenen Seidenfäden werden mit einem weiteren Sekret aus den Malpighischen Gefäßen verbunden und verdichtet. Das nach einiger Zeit ausgehärtete Schild besitzt dann je nach Art eine gelbe, braune oder schwarze Farbe. Die Farbe ist häufig für eine Gattung spezifisch, sie kann sich aber ebenso wie ihre Form je nach Nahrungspflanze, Entwicklungsstadium und Lebensbedingung bei derselben Art unterscheiden, was eine Artbestimmung sehr erschwert. Nach der Häutung werden die abgestoßenen Exuvien in dieses Schild eingebaut, das zusätzlich zum Wachstum der Tiere in angefügten Schichten durch Drüsensekrete ausgebaut wird. Bei den Weibchen werden meist die ersten beiden Exuvien eingebaut, bei den Männchen ist es nur die erste da deren Schild nach dem zweiten Larvenstadium nicht vergrößert wird. Je nach Art geschieht dies an jeweils unterschiedlichen Positionen. Zusätzlich zum dorsalen Schild wird auch auf der Bauchseite ein wenn auch viel schwächerer Schild ausgebildet.
Die adulten Weibchen kann man von den Larven im zweiten Stadium dadurch unterscheiden, dass bei ersteren die Geschlechtsöffnung zwischen siebtem und achtem Segment erkennbar ist und sie manchmal auch scheibenförmige Strukturen auf der Bauchseite des Pygidiums besitzen, an denen die Drüsen ihre Wachsausscheidungen aussondern.

## Lebensweise
Deckelschildläuse sind nur im ersten Stadium beweglich und suchen sich oberirdisch an der Pflanze einen geeigneten Platz, an dem sie sich niederlassen, um Pflanzensäfte zu saugen. Anders als die anderen Vertreter der Schildläuse produzieren die Deckelschildläuse keinen Honigtau, weswegen sie auch keine Symbiosen mit Ameisen eingehen können. Im ersten Stadium klettern die Läuse häufig auf den Pflanzen hinauf, um sich dann vom Wind zu neuen Nahrungspflanzen tragen zu lassen. Nicht selten werden die Tiere aber auch durch Transport auf Vögeln, Insekten oder anderen Tiere verbreitet (Phoresie). Die erfolgreiche Neuansiedlung ist vor allem an mittlere bis hohe Luftfeuchtigkeit gebunden, während Trockenheit und starker Regen die Tiere meist tötet.
Ab dem zweiten Larvenstadium sind die weiblichen Deckelschildläuse sesshaft und besitzen auch keine Beine mehr. Das zweite Stadium stellt das wichtigste Fressstadium dar. Im dritten und adulten Stadium saugen die Weibchen ebenfalls Pflanzensäfte und pflanzen sich fort. Die zweigeschlechtliche Paarung findet bald nach der letzten Häutung statt. Die Männchen fressen nur im ersten und zweiten Stadium, danach können sie auf Grund der verkümmerten Mundwerkzeuge keine Nahrung aufnehmen. Schlüpfen die männlichen Imagines aus der Puppe unterhalb des Schildes hervor machen sie sich auf die Suche nach Weibchen. Sie sind nur sehr kurzlebig und deswegen auch nur selten zu beobachten.

## Fortpflanzung und Entwicklung
Die Fortpflanzung der meisten Deckelschildläuse erfolgt zweigeschlechtlich, Parthenogenese kann man aber auch beobachten. Bei sich rein parthenogenetisch vermehrenden Arten gibt es nur weibliche Individuen. Nur sehr wenige Arten sind vivipar und bringen lebende Larven zur Welt, die meisten legen Eier (Oviparie), wobei meist 50 bis 150 von ihnen von einem Weibchen während ihrer Lebensspanne abgelegt werden; 1 bis 10 pro Tag. Bei manchen Arten werden im Extremen entweder nur etwa 10 oder über 600 Eier insgesamt abgelegt. Die Eier werden unterhalb des schützenden Schildes der Weibchen abgelegt. Weibchen durchleben zwei Larvenstadien und verpuppen sich nicht, bei den Männchen folgen den zwei Larvenstadien das Präpuppen- und Puppenstadium, danach schlüpft die männliche Imago.

## Arten (Auswahl)
Die Familie der Deckelschildläuse umfasst (zum Stichtag 25. April 2019) 2625 Arten, die sich auf 429 Gattungen verteilen.
- Aspidiotus hedericola
- Aulacaspis yasumatsui
- Chionaspis salicis
- San-José-Schildlaus (Comstockaspis perniciosa)
- Kommaschildlaus (Lepidosaphes ulmi)